# Margonin
Margonin je polské město ve Velkopolském vojvodství, v okrese Chodzież. V roce 2010 zde žilo 2989 obyvatel. Je sídlem městsko-vesnické gminy Margonin.